# Alekseï Bardok
Alekseï Bardok (en russe : Алексей Бардок) est un joueur russe de volley-ball né le 24 décembre 1984 à Sverdlovsk (aujourd'hui Iekaterinbourg, oblast de Sverdlovsk, alors en URSS). Il mesure 1,88 m et joue passeur.

## Clubs
| Club                   | De        | À         |
| ---------------------- | --------- | --------- |
| LI Iekaterinbourg      | 2002-2003 | 2005-2006 |
| Iaroslavitch Iaroslavl | 2006-2007 | 2007-2008 |
| VK Kouzbass Kemerovo   | 2008-2009 | ...       |

## Palmarès
- Coupe de Russie
  - Finaliste : 2011